# Fort Aubin-Neufchâteau
Fort Aubin-Neufchâteau, gelegen bij het Belgische Neufchâteau, is een voormalig Belgisch militair verdedigingsfort dat deel uitmaakt van de fortengordel rond Luik. In 1935 werd begonnen met de bouw van het fort en in 1940 was het klaar. Samen met de forten Eben-Emael, Battice en Tancremont (Pepinster) vormden deze forten samen een versterkte positie om het gat tussen de Ardennen en de Nederlandse grens te dichten.

## De ondergrondse kazerne
De ondergrondse kazerne van het fort bevindt zich op 200 meter van de entree. De kazerne zit op een diepte van 25 meter en werd alleen gebruikt in oorlogstijd. Hier bevinden zich alle noodzakelijke lokalen, zoals een ziekenboeg, slaapplaatsen, eetplaatsen en toiletten. De lokalen boden rust aan 300 man en werden onder een constante overdruk gehouden en gefilterd. Dit werd gedaan om gifgassen buiten te houden, zodat de militairen gewoon konden eten en rusten zonder gasmasker.

## Strijd om het fort
Om de Duitse opmars in 1940 te vertragen schoot het fort in de elf dagen dat het stand heeft gehouden 15.000 granaten af. De Duitsers dwongen het fort tot overgave door het elf dagen lang te bombarderen met Stuka-bommenwerpers. De Belgen hielden stand tot 21 mei en konden zo de Duitse inval in België vertragen. Op 21 mei stonden de Duitsers reeds aan de Kanaalkust bij Abbeville. Het gevecht om het fort kostte acht Belgische soldaten het leven. De Duitsers telden meer dan 2000 gesneuvelden en gewonden.
Na de capitulatie testen de Duitsers zogenaamde ‘Röchling’ granaten, ontwikkeld om betonnen bunkers te penetreren. Deze Röchling-granaten zijn waarschijnlijk de eerste generatie ‘bunkerbuster’ granaten.

## Monument
Net buiten het fort herinnert een monument aan de gevallen militairen.

## Galerij

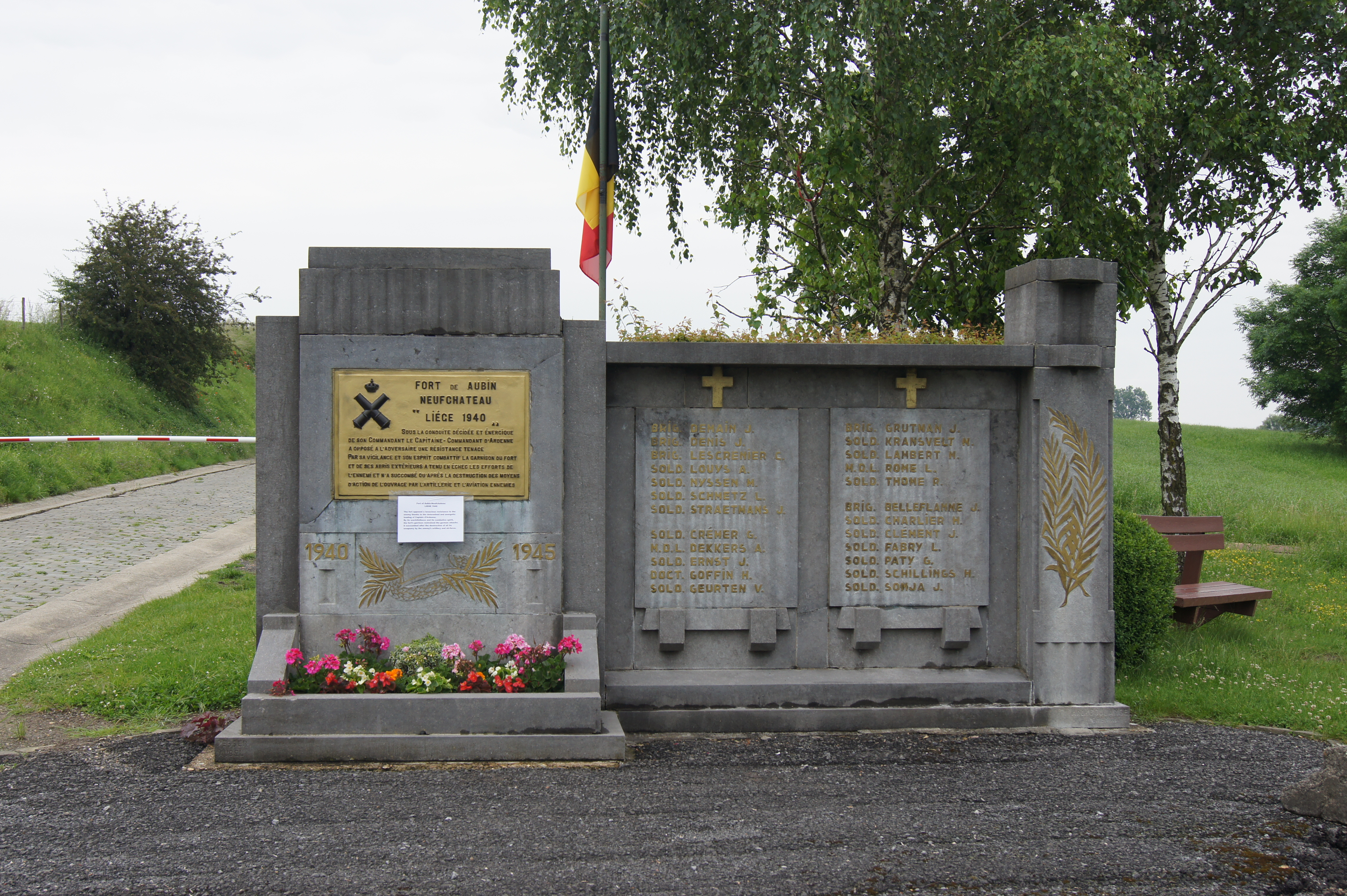
Het monument in 2012
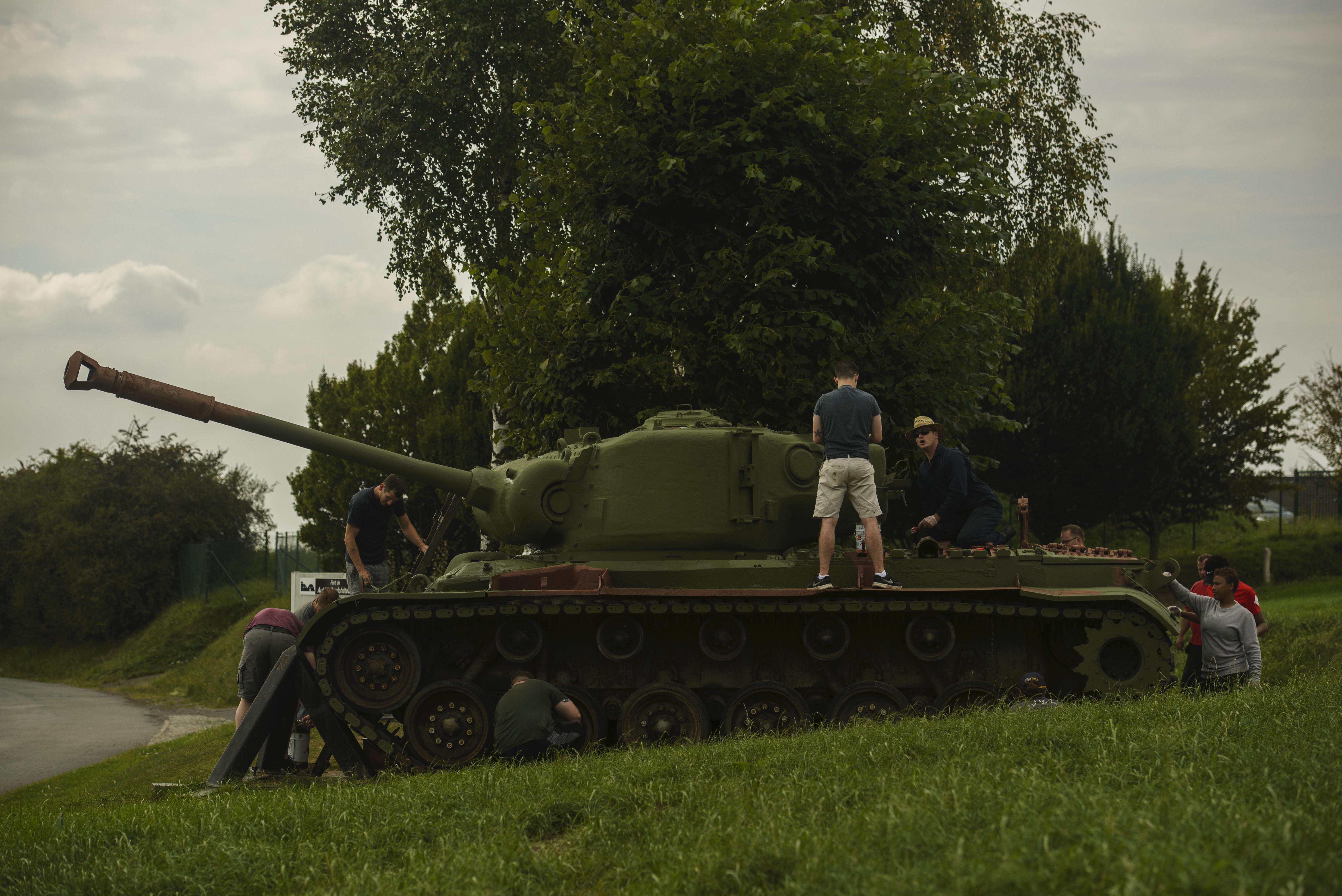
In 2012 werd een M46 Patton toegevoegd
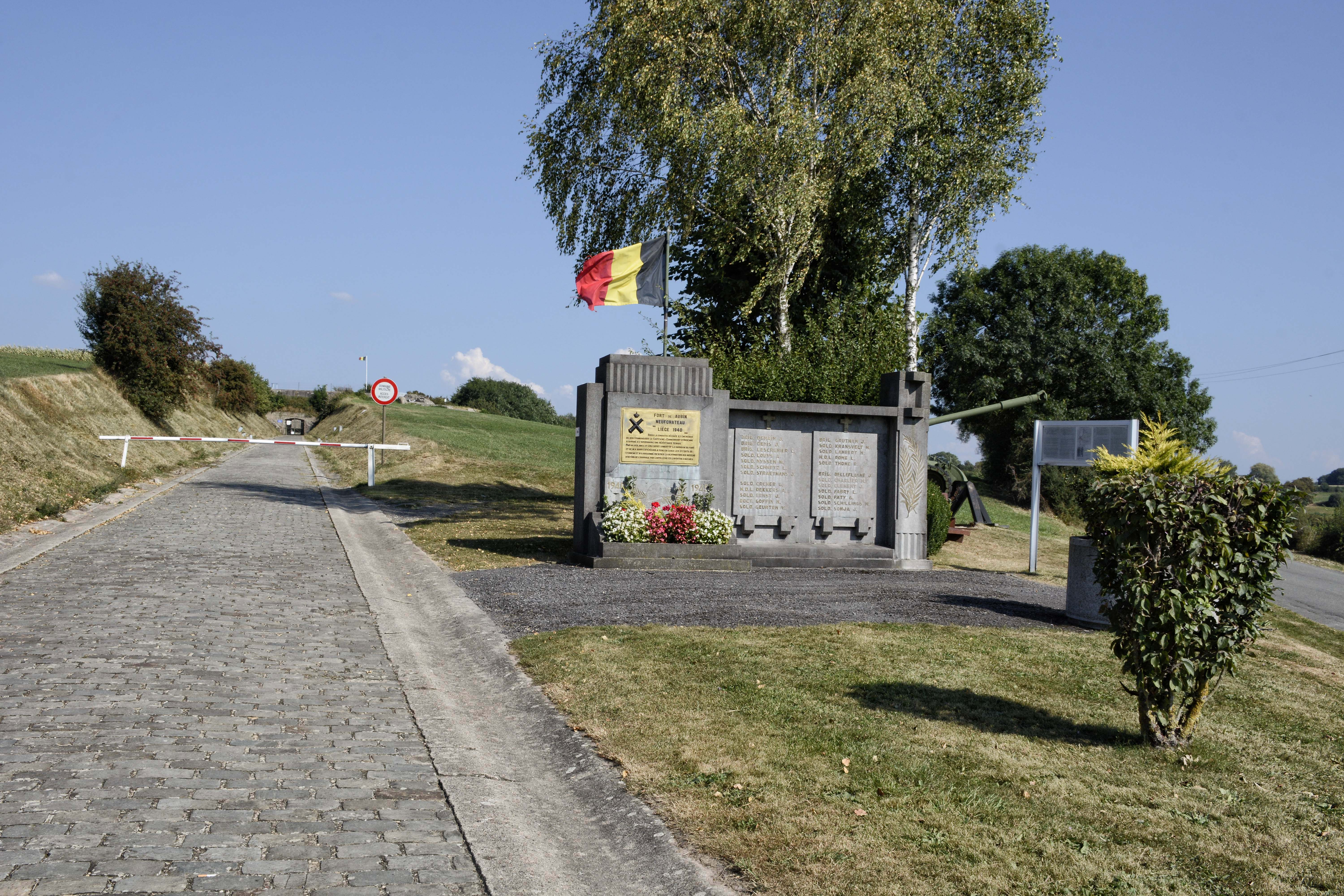
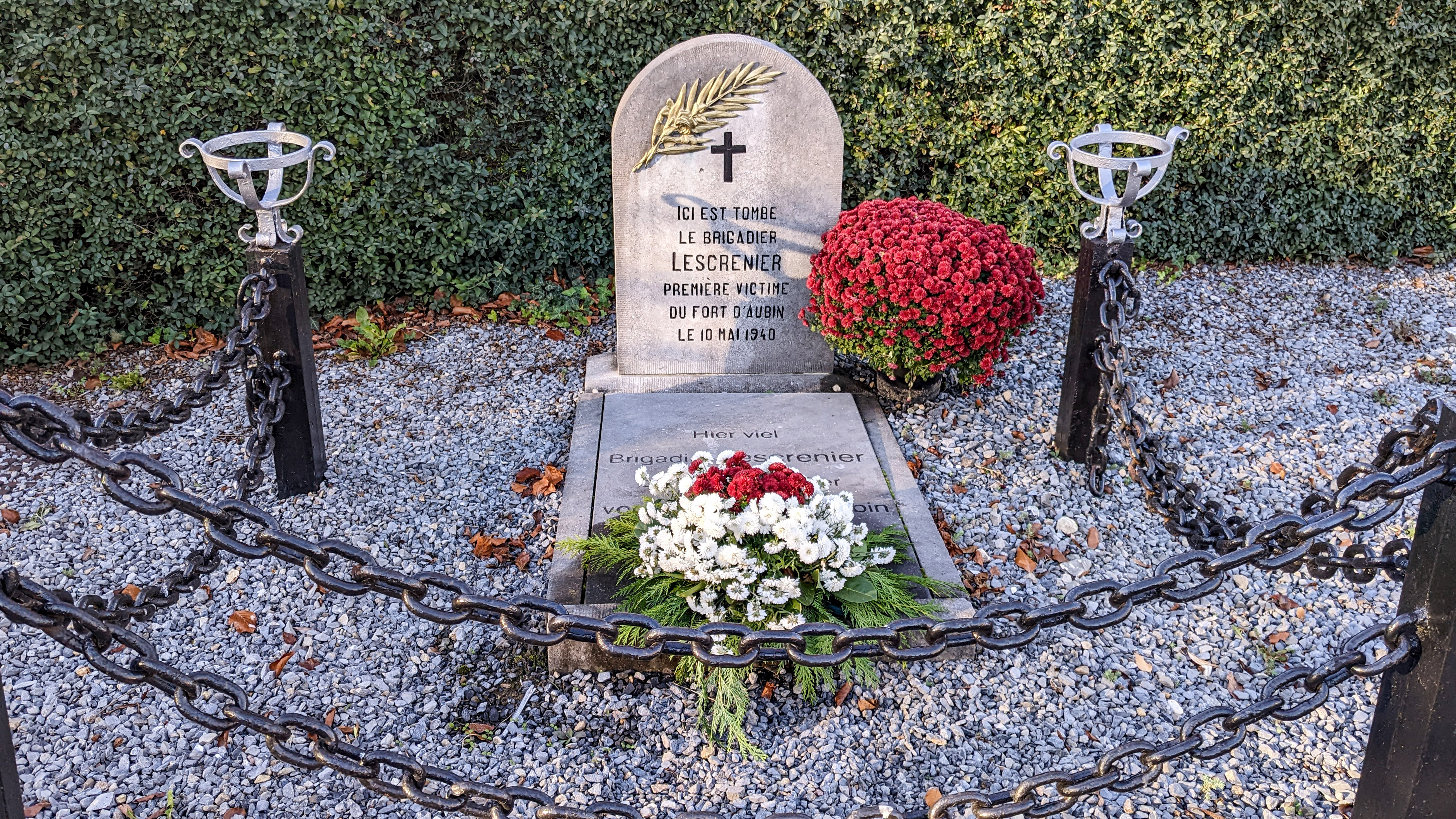
Charles Lescrenier, waarnemer van het fort, sneuvelde op 10 mei 1940 in Sint-Martens-Voeren